# 東京急行 (軍事行動)

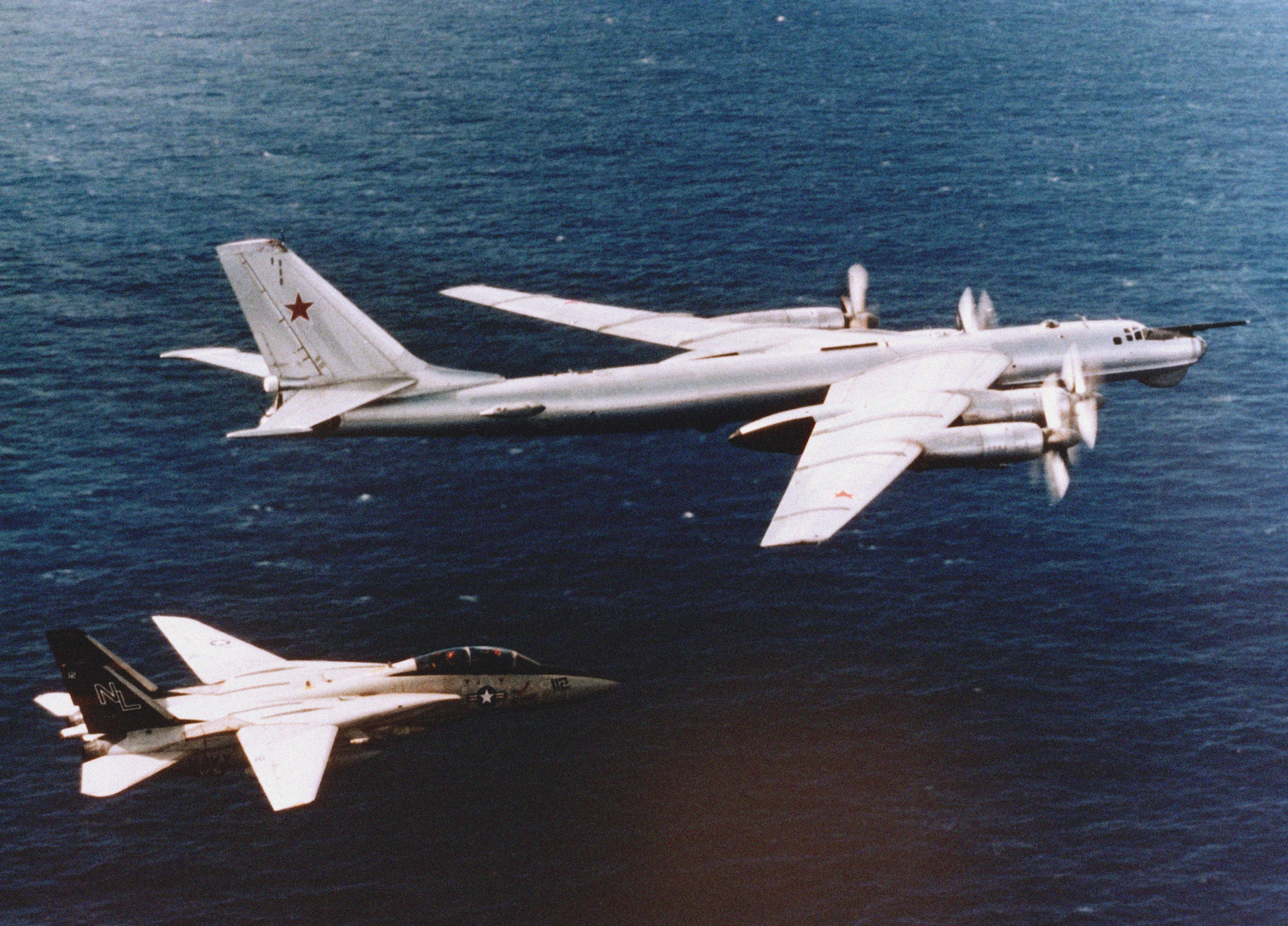
1984年11月21日，一架執行「東京急行」行動的蘇聯圖-95（右）被美國海軍F-14A攔截

東京急行（日语：／ Tōkyō kyūkō */?），是日本對前蘇聯空軍與蘇聯海軍航空兵在1970年代至1991年間，以及俄羅斯空天軍自2007年起（中國人民解放軍空軍於2019年加入）在日本週邊的第一島鏈，以及美國阿拉斯加附近進行的巡航及監視行動總稱。由於早年蘇方機隊多於星期三入侵日本領空巡航，並多次迫近東京，故此得名為「東京急行」。

## 歷史
在正值冷戰時期的1970年代，蘇聯空軍及海軍的轟炸機機隊多次进入日本防空识别区，美、日兩國因而多次派出戰鬥機攔截；但是直到1976年，日方才確認此等巡航行動的存在，並將之名為「東京急行」。
在1970-80年代中蘇交惡時，蘇聯方面更將「東京急行」交路延至中國華東沿岸及南海，旨在震懾中國（如1982年7月7日，「東京急行」機隊曾進入台灣海峽）。因途经台湾东部海域，进入中華民國防空識別區亦是常态:17—18，中華民國空軍也時常派出F-104星式戰鬥機與F-5E/F虎II式戰鬥機升空攔截。
1987年12月，由於「東京急行」機隊入侵沖繩至九州沖永良部島間的日本領空，日本航空自衛隊的F-4幽靈II戰鬥機向蘇方圖-16偵察機開火示警，引發了日本對蘇聯軍機領空侵犯警告射擊事件。
而在1991年蘇聯解體後，由於俄羅斯經濟蕭條，導致防務經費被大幅削減，後繼的俄羅斯空軍沒有能力支援此等軍事行動，故「東京急行」於1990年代曾一度中止。
但在進入21世紀普京總統上台後，由於俄羅斯經濟受油價上升影響而得到改善，故「東京急行」行動自2007年7月起恢復。2010年1月28日，一架途经台湾东部海域、中華民國防空識別區的Tu-95轟炸機，曾引发台湾舆论风波:16。
隨著中俄兩國軍事合作增加，中國人民解放軍空軍自2019年起，亦加入「東京急行」的行列，每年參與最少一次；截至2024年，解放軍參與了俄軍九次巡航行動。

## 具體行動

### 交路
在蘇聯解體前，「東京急行」的巡航路線如下：首先飛機由海參崴郊區的軍用機場起飛，然後前往日本海，或經宗谷海峽前往日本東岸的伊豆群島，最後飛返基地。有時，機隊更會南下至沖繩縣、中國浙江沿岸一帶、以及台湾东部海域:17—18，並飛往越南金蘭灣軍事基地，反之亦然。一年內，蘇方大概會派機20多次，執行「東京急行」行動。
而在21世紀初，由於俄羅斯軍方已将金兰湾基地退還越南，加上中俄（蘇）關係已經改善，飛機最多只南下至九州，不再飛往更西的區域。至於解放軍派出的飛機，則由華東地區的空軍基地起飛，然後掠過台灣，再飛往日本附近空域與俄方機隊會合並繞飛，最後再沿來路折返。
自2022年5月及2024年7月起的「東京急行」行動，中俄轟炸機除繞飛日本外，亦分別進入南韓，以及美國阿拉斯加防空識別區；而從2022年11月起，雙方軍機更會於行動期間，前往對方的機場進行補給，从而在机队南下至九州后，可以使交路再度向更西的区域延长。

### 機種

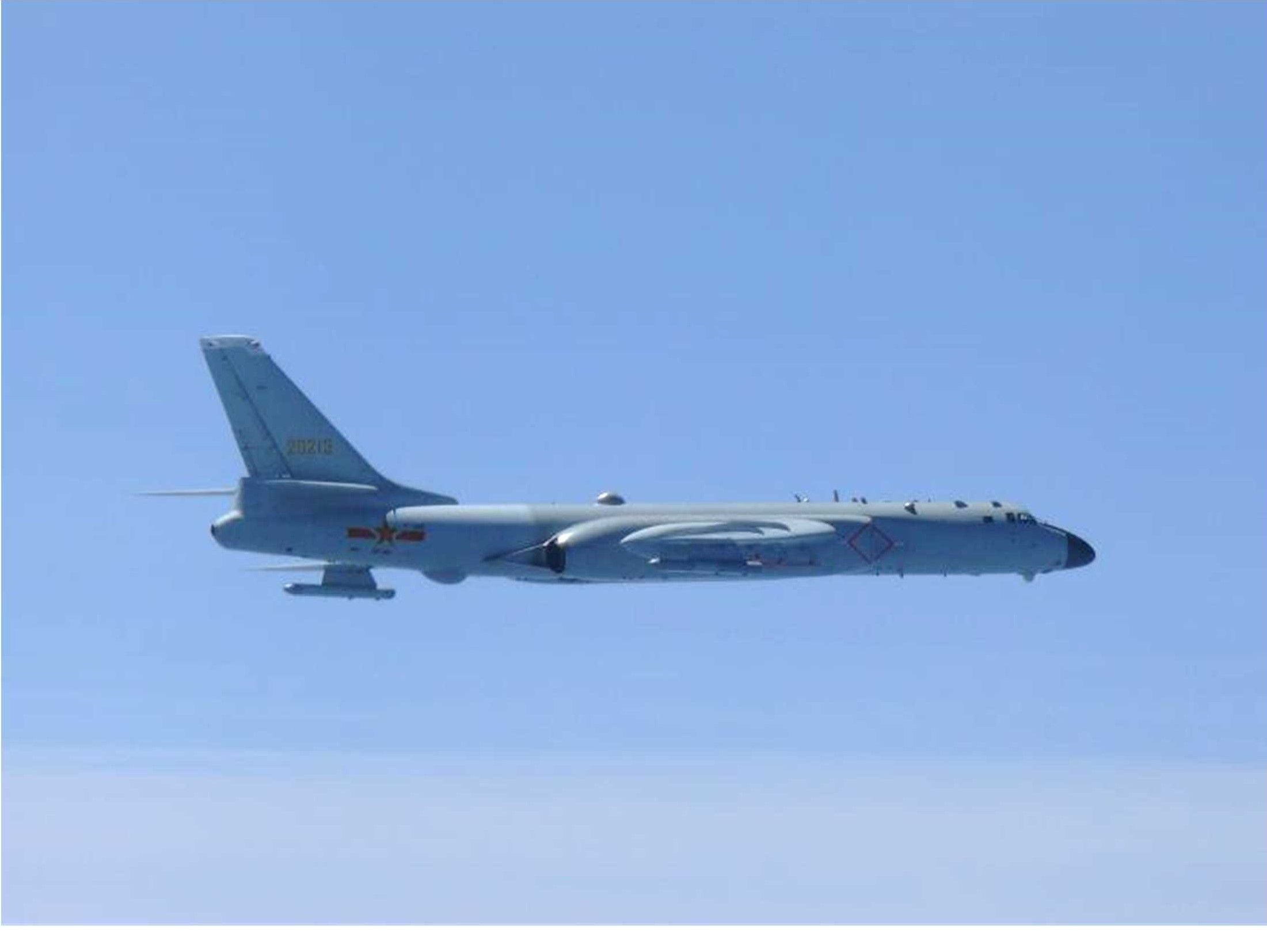
執行「東京急行」行動的轟-6K轟炸機

由於涉及長距離飛行，故此採用圖-95戰略轟炸機（包括改裝為預警機機種），其次為圖-16及圖-160轟炸機，以及其他大型飛機。圖-95因为较慢的飞行速度被认为“更适合充当展示实力的象征”:17。此外，自2022年起，Su-30M及Su-35C戰鬥機亦加入「東京急行」機隊行列。
2015年起，伊留申IL-78加油機亦開始投入「東京急行」機隊，為負責巡航的俄方轟炸機進行空中加油，曾临时经停越南金兰湾机场。
而在中國加入「東京急行」行動後，解放軍主要派出轟-6轟炸機及殲-16戰鬥轟炸機，與俄方機隊一同對日本、南韓及美國阿拉斯加進行繞飛。

### 負責部隊
「東京急行」行動由蘇聯/俄羅斯空軍第37軍團擔當。在2009年空軍重組為俄羅斯航空太空軍後，此行動由接管有關機隊的第6952空軍基地（隸屬遠程航空司令部）負責。至於解放軍執行「東京急行」行動的機隊，則主要來自東部戰區空軍。